# Masahiro Ishigami
Masahiro Ishigami (石上 優大, Ishigami Masahiro), né le 20 octobre 1997 à Yokohama, est un coureur cycliste japonais.

## Biographie
Parmi les juniors (moins de 19 ans), Masahiro Ishigami est notamment septième du championnat d'Asie, treizième du Trofeo Karlsberg et 17e du championnat du monde en 2014. En 2015, il se distingue dans la discipline du contre-la-montre en terminant deuxième du championnat du Japon et sixième du championnat d'Asie. Aux mondiaux juniors de Richmond, il se classe 44e du contre-la-montre et 70e de la course en ligne.
En 2016, il est sélectionné à plusieurs reprises en équipe du Japon, notamment pour son premier Tour de l'Avenir, où il abandonne lors de la sixième étape. Il court également en France avec l'équipe japonaise EQA U23 (moins de 23 ans).
En 2017, il intègre l'équipe réserve de l'AVC Aix-en-Provence, club évoluant en division nationale 1. Au mois d'avril, il remporte Romette-Chaillol, course de deuxième catégorie. Durant l'été, il est sélectionné pour disputer son second Tour de l'Avenir.
Pour son troisième Tour de l'Avenir, en 2018, il se fracture la clavicule à l'occasion de la troisième étape. Pour la saison 2019, il intègre l'effectif de la DN1 du club aixois.
Alors qu'il est membre de la bonne échappée le 20 février 2019 sur la quatrième épreuve des Boucles du Haut-Var, il tombe à trois kilomètres de l'arrivée et souffre d'une fracture de la clavicule. Le 23 mai, il est victime d'une chute sur la première étape de la Ronde de l'Isard et se fracture à nouveau la clavicule. Pour la seconde partie de saison, il intègre l'équipe continentale professionnelle italienne Nippo-Vini Fantini-Faizanè en tant que stagiaire. 
La formation française Delko Marseille Provence annonce son recrutement pour la saison 2020 le 7 octobre 2019. Il étrenne pour la première fois ses nouvelles couleurs sur le continent asiatique, prenant le départ du Tour de Langkawi, de la Malaysian International Classic et du Tour de Taïwan avant que la saison ne soit suspendue à cause de la pandémie de Covid-19. Le 17 juillet, il est victime d'un accident de la route, heurté à l'entraînement par une moto. Il participe à une course en octobre, la Classique d'Ordizia (abandon), remportée par son coéquipier Simon Carr. 

## Palmarès
- 2013
  -  Champion du Japon sur route cadets
- 2015
  - 2e du championnat du Japon du contre-la-montre juniors
- 2017
  - 3e du championnat du Japon du contre-la-montre espoirs
- 2018
  -  Champion du Japon sur route espoirs
  - Oita Urban Classic
- 2019
  - Grand Prix de Cabannes
  - 2e du Trophée de l'Essor

## Classements mondiaux
| Année                                 | 2016  | 2017  | 2018 | 2019  | 2020 | 2021 | 2022  | 2023 | 2024  |
| ------------------------------------- | ----- | ----- | ---- | ----- | ---- | ---- | ----- | ---- | ----- |
| Classement mondial                    | 2561e | 2359e | 516e | 1310e | nc   | nc   | 2288e | 825e | 1191e |
| UCI Asia Tour                         | 572e  | 484e  | 30e  | 86e   | nc   | nc   | 250e  | 52e  | 79e   |
|                                       |       |       |      |       |      |      |       |      |       |
| Légende : nc = non classéSource : UCI |       |       |      |       |      |      |       |      |       |